# Sarcopyrenia gibba
Sarcopyrenia gibba är en lavart som först beskrevs av William Nylander och fick sitt nu gällande namn av William Nylander. 
Sarcopyrenia gibba ingår i släktet Sarcopyrenia, klassen Sordariomycetes, divisionen sporsäcksvampar och riket svampar.  Arten är reproducerande i Sverige. Inga underarter finns listade i Catalogue of Life.